# Ignazio Albertini

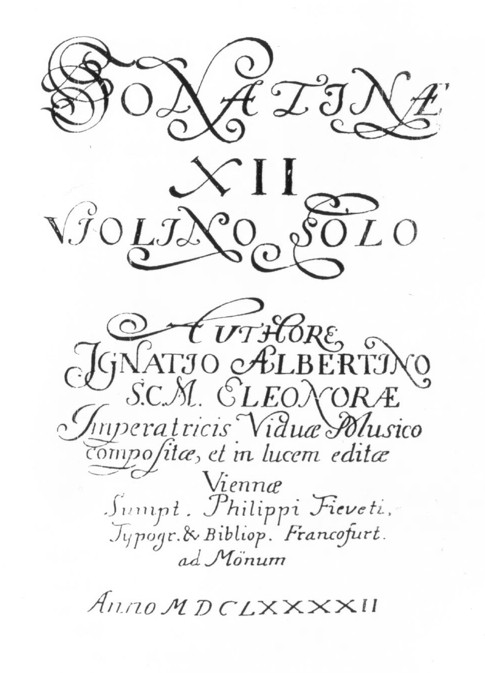
Titelblatt der Sonatinae (1692), der einzigen überlieferten Sammlung von Kompositionen Albertinis

Ignazio Albertini (* 1644 vermutlich in Mailand; † 22. September 1685 in Wien) war ein italienischer Violinist und Komponist.

## Leben
Über seine frühen Jahre in Italien ist nichts bekannt. Der erste Hinweis über ihn findet sich in einem Empfehlungsschreiben des Violinisten Johann Heinrich Schmelzer von 1671 an den Fürstbischof Karl Liechtenstein-Kastelkorn von Olmütz. Albertini wirkte ab 1671 in Wien, dies in einem Umfeld in dem Musiker wie Nicolaus Adam Strungk, Heinrich Ignaz Franz Biber und Johann Theile tätig waren. Kurz vor seiner Ermordung erhielt Albertini eine Anstellung als Musiker am Hof der Kaiserwitwe Ferdinands III., die ein aus vierundzwanzig Musikern bestehendes Ensemble unterhielt.

## Werk
- Bekannt sind zwölf Sonaten für Violine und Basso continuo, welche dem Stil Schmelzers und Bibers nahestehen. (gedruckt 1692 in Wien und Frankfurt)
- Intrada, allemanda, courante, gavotte, sarabande, gigue e finale, a 4, 1683 (Verschollen)
- Sonata hyllaris ex C, a 10, erwähnt 1699 im Inventar des Schlosses Tovačov (Verschollen)